# Polesie (gmina Nieborów)
Polesie – osada leśna w Polsce położona w województwie łódzkim, w powiecie łowickim, w gminie Nieborów.
W latach 1975–1998 miejscowość administracyjnie należała do województwa skierniewickiego.